# Поль Андре

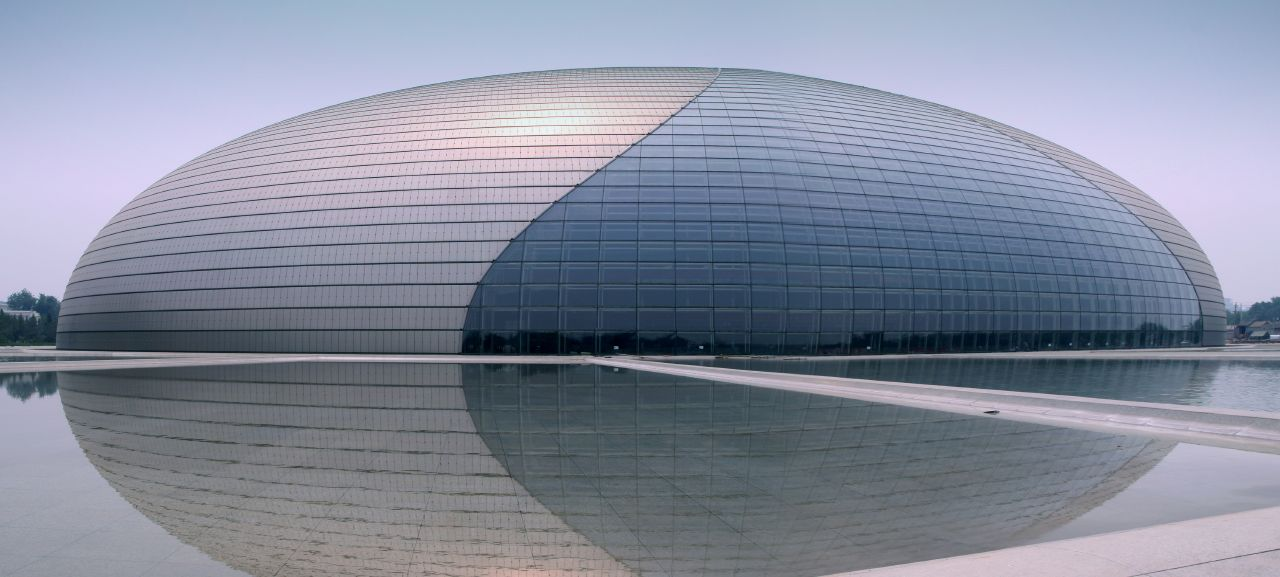
Пекінська опера

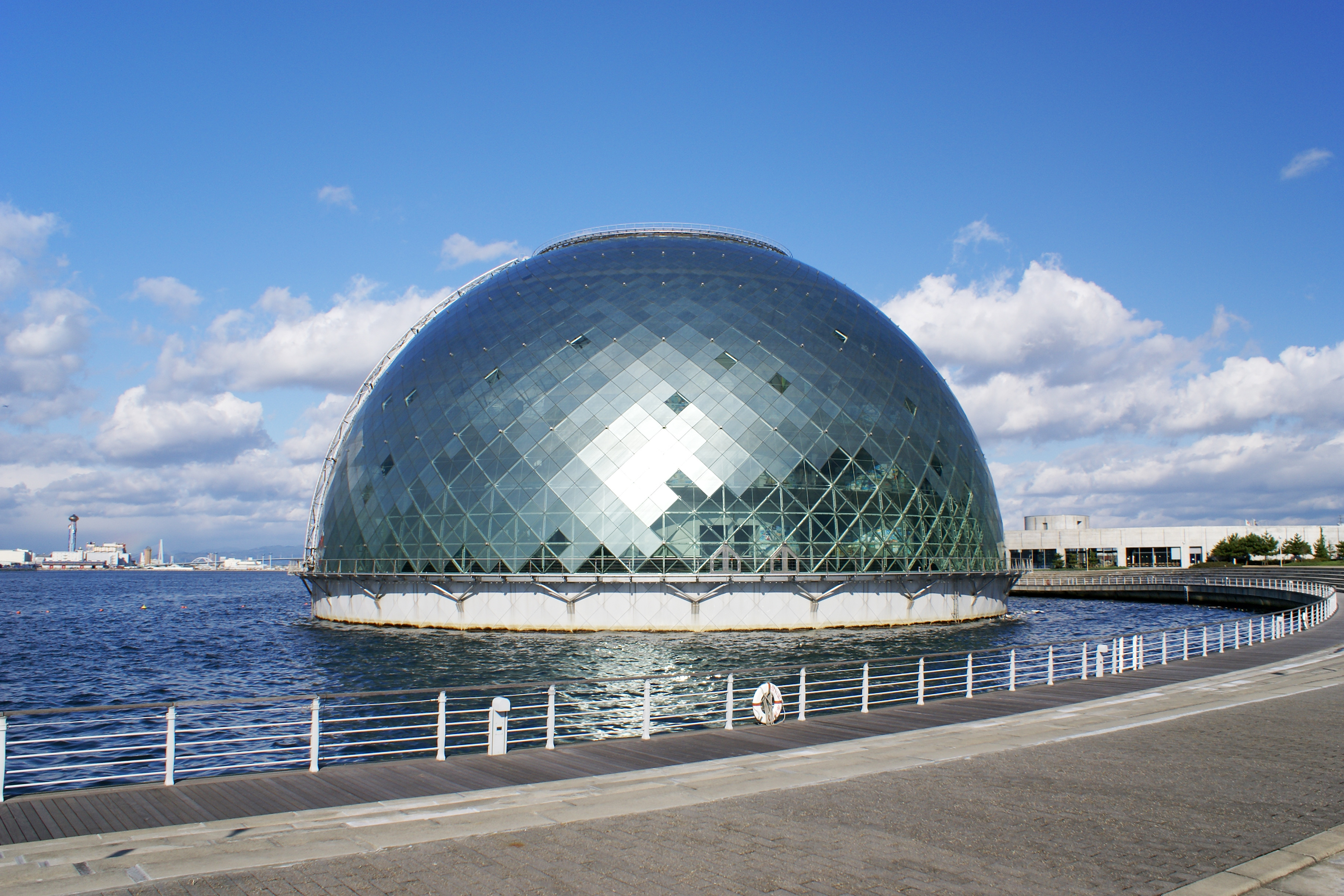
Морський музей роботи Андре, Осака, Японія

Поль Андре (фр. Paul Andreu; 10 липня 1938, Бордо, Франція — 11 жовтня 2018, Париж) — сучасний французький архітектор, відомий, перш за все, значними конструктивістськими проектами об'єктів транспортної інфраструктури та громадського призначення.

## Життєпис
Народився в Кодерані (Caudéran) в околиці Бордо (Жиронда, Франція).
1961 року Андре закінчив паризьку Політехнічну школу (X1958).
1968 року закінчив Школу красних мистецтв.
Тривалий час працював у компанії «Аеропорти Парижа» / Aéroports de Paris (ADP), відтак 30 листопада 2002 року звільнився й заснував власне архітектурне бюро.
Серед спроектованих та успішно втілених робіт Поля Андре:
- низка проектів міжнародних аеропортів (загалом понад 40): у Парижі аеропорт Шарля де Голля та «Орлі», «Пудун» у Шанхаї, а також аеропорти в Манілі, Джакарті, Брунеї, Абу-Дабі, Дубаї, Каїрі, Тегерані, Хараре тощо;
- ряд значних проектів об'єктів громадського призначення: Великий оперний театр (Національний центр виконавських мистецтв) у Пекіні, Центр східних мистецтв у Шанхаї, Морський музей у Осаці;
- керував добудовою Великої арки Дефанс у Парижі.